# Laelia nebrodes
Laelia nebrodes är en fjärilsart som beskrevs av Collenette 1947. Laelia nebrodes ingår i släktet Laelia och familjen tofsspinnare. Inga underarter finns listade i Catalogue of Life.